# 戴维·沃尔特斯
戴维·沃尔特斯（David Walters，1987年9月27日—），美国男子游泳运动员，主攻自由泳。他曾参加2008年夏季奥林匹克运动会4×200米自由泳接力比赛，尽管他只参加了预赛，但仍凭借队友在决赛中的出色表现获得金牌。